# Escudo de Filipinas
En el escudo de armas de República de Filipinas aparecen representados los símbolos del país que también forman parte de la bandera nacional: El sol con ocho rayos gruesos y dieciséis más estrechos y las estrellas de cinco puntas símbolos de los grupos de islas más importantes del país: Luzón, Bisayas y Mindanao. 
En las dos particiones verticales del escudo están colocados los símbolos alusivos a los países que controlaron Filipinas, el águila de cabeza blanca de los Estados Unidos y el león rampante del antiguo Reino de León que figura en el escudo de España. El león, en el escudo filipino, tiene sus colores alterados (es de color oro sobre un campo de gules o rojo, además de aparecer sin coronar, y en el escudo español aparece representado de púrpura sobre un campo de plata o blanco) y coronado.
El diseño de la versión actual del escudo de la República de Filipinas es muy semejante al adoptado en 1940.

## Blasonado
El escudo de Filipinas está compuesto por un campo partido de azur y de gules, una franja de plata situada en el jefe y un escusón del mismo metal situado en el centro del escudo. En la partición azur, un águila de oro con cabeza de plata, armada de oro que se muestra con sus alas extendidas sujetando con sus garras una rama de laurel y un haz de flechas. En la partición de gules, un león rampante de oro linguado, uñado y armado del mismo metal. En el jefe, una franja de plata cargada con tres estrellas de cinco puntas de oro colocadas una y dos. En el escusón, también de plata, un sol de oro con veinticuatro rayos, ocho de mayor grosor. 
En la parte inferior del escudo figura, en una cinta de plata, la denominación oficial del país:"REPUBLIKA NG PILIPINAS", escrita en letras de sable.

## Versiones del escudo
La leyenda que figura en el escudo ha sufrido varias modificaciones desde la independencia en 1946. Hasta 1972, bajo la dictadura de Ferdinand Marcos, figuraba la denominación oficial del país en inglés ("REPUBLIC OF THE PHILIPPINES"). Desde 1979 hasta 1986, estuvo escrito el lema "ISANG BANSA ISANG DIWA" ("Una Nación, Un Espíritu"). Al producirse el derrocamiento de Marcos, se cambió de nuevo la divisa adoptándose la versión actual.
En 1998 se aprobó una ley que supone la eliminación de las particiones en las que figuran el águila estadounidense y león español. Esta nueva modificación, no ha entrado en vigor ya que está pendiente de una ratificación por parte del pueblo filipino a través de un referéndum nacional como establece la Constitución.

## Galería

Escudo de armas de Manila, creado por Decreto Real
Escudo de armas de Filipinas, tomado de una obra heráldica de la década de 1860
Sello de la Capitanía General de Filipinas (finales del s. XIX)
Escudo de armas de la Primera República Filipina (1899-1901)
Escudo de armas de las Islas Filipinas (1900-1935)
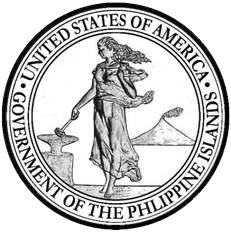
Gran Sello de las Islas Filipinas (1903-1905)
Gran Sello de las Islas Filipinas (1905-1935)
Escudo de armas de la Mancomunidad Filipina (1935-1946)
Escudo de armas de corta duración de la Mancomunidad Filipina (1940)
Sello del Gobierno de Filipinas (1940-1941)
Escudo de armas de la Segunda República Filipina (1941–1943)
Escudo de armas de la Segunda República Filipina (1943-1945)
Gran Sello de la Segunda República Filipina (1943-1945)
Escudo de armas de la República de Filipinas (1946-1978 1986-1998)
Gran Sello de la República de Filipinas (1946-1978)
Escudo de armas de la República de Filipinas (1978-1985)
Gran Sello de la República de Filipinas (1978-1986)
Escudo de armas de la República de Filipinas (1985-1986)
Escudo de armas de las Filipinas
Variante del escudo de armas de las Filipinas. Versión aprobada por el Congreso en 1998 pendiente de referéndum.